# Trout River
Trout River es un pueblo canadiense situado en la provincia de Terranova y Labrador.

## Superficie
Trout River tiene una superficie de 5,83 km².

## Demografía
En 2021, tenía 508 habitantes, una densidad poblacional de 87,1 hab./km², y 275 viviendas.